# Arts des villes, arts des champs
 (mars 2015).
Si vous disposez d'ouvrages ou d'articles de référence ou si vous connaissez des sites web de qualité traitant du thème abordé ici, merci de compléter l'article en donnant les références utiles à sa vérifiabilité et en les liant à la section « Notes et références ».
Le festival Arts des villes, arts des champs est un festival créé en 1998 à Malguénac (Morbihan) par l'association Polyculture, ayant pour but de proposer des concerts de jazz et de musiques du monde, mais ouvert aussi à toutes les autres musiques (musique bretonne, chanson française, rock...) dans le cadre d’une manifestation pluridisciplinaire et populaire (exposition, stages, conférences débats, théâtre, vide-grenier...).
Le festival a notamment accueilli Christian Vander trio, Archie Shepp, Michel Portal, Avishai Cohen, Thomas de Pourquery ou encore Bernard Lubat.